# Кутузово-Новое (станция)
Кутузово-Новое — железнодорожная станция в Калининграде, район улицы Александра Невского.

## Описание
Станция используется как для пассажирских, так и для грузовых перевозок. Стоянка для пригородных поездов составляет 1-2 минуты, поезда дальнего следования не останавливаются. На ней присутствует две платформы, соединенные между собой пешеходным мостом. Через станцию можно попасть в Советск, Гурьевск,  Зеленоградск и Полесск.

## История
Первоначально станция называлась Rothenstein и находилась в одноименном квартале города Кёнигсберга.